# Il campiello
Il campiello (La Petite Place) est une pièce de théâtre en cinq actes du dramaturge vénitien Carlo Goldoni. Cette comédie, en vénitien, a été écrite en 1756 pour le carnaval de Venise et créée le 19 février 1756 au Teatro San Luca de Venise.

## Trame
L'action se situe à Venise, sur une petite place (ou ruelle) encadrée de plusieurs maisons dont celles de Gasparina, avec un petit balcon, et de Lucietta, un peu plus en haut. De l'autre côté, celle d'Orsola, avec une terrasse, et celle de Gnese, un peu plus haut. Au centre, une auberge populaire avec une longue terrasse recouverte de végétation.

## Personnages
Transcrit comme indiqué dans le manuscrit original en vénitien, suivi de la traduction française :
- Gasparina, giovine caricata, che parlando usa la lettera Z in luogo dell' S (jeune fille affectée, qui parle en utilisant la lettre Z à la place du S)
- Donna Catte Panchiana, vecchia (vieille)
- Lucietta, fia de donna Catte (fille de donna Catte)
- Donna Pasqua Polegana, vecchia (vieille)
- Gnese, fia de Donna Pasqua (fille de donna Pasqua)
- Orsola, frittolera (personne qui produit les buñuelos (en italien frittelle (it))
- Zorzetto, fio de Orsola (fils d'Orsola)
- Anzoletto, marzer (qui travaille dans la mercerie, qui vend des chiffons ou de la laine aux tailleurs)
- Il Cavaliere (le chevalier)
- Fabrizio, zio di Gasparina (oncle de Gasparina)
- Sansuga, cameriere di locanda (serveur à l'auberge)
- Orbi che sonano, giovani che ballano, facchini, Simone zerman di Lucietta: tutti questi personaggi non parlano (borgnes qui sonnent, jeunes qui dansent, portiers, Simon cousin de Lucietta : tous ces personnages ne parlent pas)

## Opéra
Ermanno Wolf-Ferrari a composé en 1936 un opéra en trois actes sur un livret de Mario Ghisalberti (it). L'opéra Il campiello a été créé le 11 février 1936 à la Scala de Milan.